# Caio Antíscio Veto (cônsul em 50)
Caio Antíscio Veto (em latim: Gaius Antistius Vetus) foi um senador romano eleito cônsul em 50 com Marco Suílio Nerulino. Era neto de Caio Antíscio Veto, cônsul em 6 a.C., e filho de Caio Antíscio Veto, cônsul em 23. Além disso era sobrinho de Lúcio Antíscio Veto, cônsul em 26, e irmão de Camerino Antíscio Veto, cônsul sufecto em 46, e de Lúcio Antíscio Veto, cônsul em 55.
Antigamente era identificado como sendo a mesma pessoa que seu irmão Camerino, cônsul em 46

## Carreira e família
Em 36, Veto foi admitido no colégio dos sálios palatinos. Em algum momento da década de 30 foi pretor. 
Caio Antíscio Veto, cônsul em 96, era seu filho.